# Llévame contigo (álbum)
Llévame contigo es el tercer álbum de la banda Intocable grabado en 1996. 

## Lista de canciones
| Llévame Contigo |                               |          |  |
| N.º             | Título                        | Duración |  |
| 1.              | «No Te Vayas»                 | 3:33     |  |
| 2.              | «Ya Ves»                      | 2:34     |  |
| 3.              | «El Corazón Me Domina»        | 3:05     |  |
| 4.              | «Por Un Beso»                 | 3:35     |  |
| 5.              | «Miedo»                       | 3:00     |  |
| 6.              | «La Dejé Que Se Marchara»     | 3:01     |  |
| 7.              | «Llévame contigo»             | 2:32     |  |
| 8.              | «Y Todo Para Qué?»            | 3:14     |  |
| 9.              | «Te Está Doliendo»            | 3:06     |  |
| 10.             | «En Mil Pedazos»              | 3:10     |  |
| 11.             | «En Las Garras De Tu Corazón» | 2:56     |  |
| 12.             | «Déjame Partir»               | 2:30     |  |
| 36:16           |                               |          |  |